# Astrochlamys sol
Astrochlamys sol is een slangster uit de familie Gorgonocephalidae.
De wetenschappelijke naam van de soort werd in 1936 gepubliceerd door Theodor Mortensen.